# Set Meravelles de Catalunya

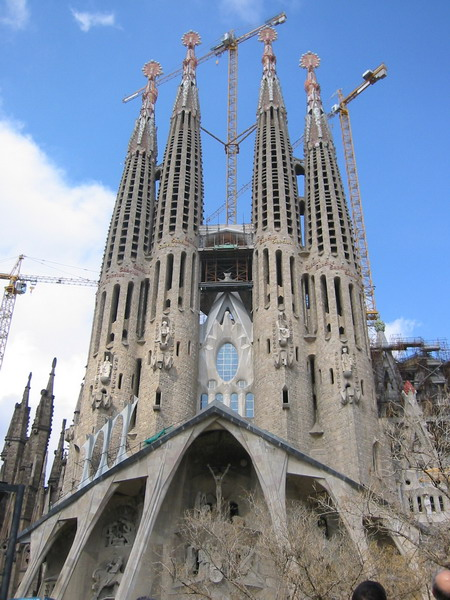
La Sagrada Família, una de les set meravelles de Catalunya

Les Set Meravelles de Catalunya és el nom d'un concurs públic per a seleccionar els set edificis o conjunts arquitectònics més destacables de Catalunya.
El concurs fou iniciat per l'Organització Capital de la Cultura Catalana i Catalunya Ràdio i patrocinat per TV3 i El Punt entre d'altres. Es dividí el país en set regions, cada una amb una sèrie de candidats. Llavors se seleccionà, mitjançant vot popular, un guanyador en cada regió. Fou votat pel públic general el 30 de maig de 2007.

## Seleccionats[2]
1. Temple Expiatori de la Sagrada Família de Barcelona
2. Conjunt monumental del Turó de la Seu Vella de Lleida
3. Conjunt arqueològic de Tàrraco
4. Centre històric de Vic
5. Catedral de Girona
6. Abadia de Sant Miquel de Cuixà
7. Celler Cooperatiu de Gandesa